# Bredase Rugby Club
De Bredase Rugby Club is een Nederlandse rugbyclub opgericht op 14 oktober 1975. Momenteel (2021) telt de club ca. 440 leden, waarvan een groot deel jeugdleden zijn.
Het eerste team (heren 1) komt uit in de ereklasse van Rugby Nederland na in mei 2023 voor het eerst in de clubgeschiedenis gepromoveerd te zijn. In de eerste klasse werd BRC vierde en mocht promoveren, omdat andere teams zich terugtrokken uit de ereklasse. Het tweede team komt uit in de 3e Klasse Zuid en het derde team in 4e Klasse Zuid. Het damesteam komt ook uit in de ereklasse van Rugby Nederland.
In de ereklasse eindigde BRC op de voorlaatste plaats in de eerste fase van de competitie, waardoor het in de degradatiegroep moest spelen om handhaving in de ereklasse. In de degradatiegroep werd BRC wederom voorlaatste, wat genoeg was voor handhaving in de ereklasse. 

## Erelijst
- Promotie naar Ereklasse (1x): 2023